# Latillé
Latillé ist eine französische Gemeinde mit 1.483 Einwohnern (Stand: 1. Januar 2022) im Département Vienne in der Region Nouvelle-Aquitaine. Latillé gehört zum Arrondissement Poitiers und zum Kanton Vouneuil-sous-Biard (bis 2015: Kanton Vouillé). Die Einwohner werden Latillacquois genannt.

## Geographie
Latillé liegt etwa 22 Kilometer westnordwestlich von Poitiers am Ufer des Flusses Auxance. Umgeben wird Latillé von den Nachbargemeinden 
- Ayron im Norden und Nordwesten,
- Chiré-en-Montreuil im Osten und Nordosten,
- Boivre-la-Vallée mit Lavausseau im Süden und Südosten und Benassay im Süden,
- Vasles im Westen und Südwesten.

## Bevölkerungsentwicklung
| Jahr                      | 1962 | 1968 | 1975 | 1982 | 1990 | 1999 | 2006 | 2013 |
| Einwohner                 | 1069 | 972  | 1013 | 1239 | 1305 | 1355 | 1417 | 1519 |
| Quelle: Cassini und INSEE |      |      |      |      |      |      |      |      |

## Sehenswürdigkeiten
- Schloss La Chèze mit Orangerie und Park, Monument historique